# 黃條紋擬鰈
黃條紋擬鲽（学名：Pseudopleuronectes herzensteini）为輻鰭魚綱鰈形目鰈亞目鲽科擬鲽属的鱼类，俗名黄盖、小嘴、小口、狐鲽等、沙板。分布于北达朝鲜、日本及库页岛、千岛群岛以及浙江省南部到河北、辽宁等海区等，属于冷温性浅海底层鱼，體長可達50公分，棲息在底層水域，生活習性不明。该物种的模式产地在北海道。